# Il vento del desiderio
Il vento del desiderio (Contra el viento) è un film del 1990 diretto da Paco Periñán.

## Trama
Juan fugge dalla relazione incestuosa che aveva con sua sorella Ana e si rifugia in Andalusia. Lavora in miniera e intreccia una relazione romantica, ma quando sua sorella decide di incontrarlo, il fuoco della passione si riaccende.

## Distribuzione
Il film è stato presentato il 24 settembre 1990 al 38º Festival Internazionale del Cinema di San Sebastián.

## Riconoscimenti
Il film è stato candidato alla 5ª edizione dei Premi Goya nelle categorie Miglior regista esordiente per Francisco Periñán e Miglior attrice non protagonista per Rosario Flores.